# Kinosternon
Kinosternon är ett släkte av sköldpaddor som beskrevs av den tyske zoologen Johann Baptist von Spix 1824. Kinosternon ingår i familjen slamsköldpaddor.

## Arter
Arter enligt Catalogue of Life och Reptile Database:
- Kinosternon acutum
- Kinosternon alamosae
- Kinosternon angustipons
- Kinosternon baurii
- Kinosternon chimalhuaca
- Kinosternon creaseri
- Kinosternon cruentatum
- Kinosternon dunni
- Kinosternon flavescens
- Kinosternon herrerai
- Kinosternon hirtipes
- Kinosternon integrum
- Kinosternon leucostomum
- Kinosternon oaxacae
- Kinosternon sonoriense
- Kinosternon spurrelli
- Kinosternon subrubrum